# Atelerix
Genre
Atelerix est un genre de Hérissons de la famille des Erinaceidae présents sur le continent africain.

## Liste des espèces
Ce genre de hérissons comprend plusieurs espèces :

Selon ITIS et MSW :
- Atelerix albiventris (Wagner, 1841) - Hérisson à ventre blanc
- Atelerix algirus (Lereboullet, 1842) - Hérisson d'Algérie
- Atelerix frontalis (A. Smith, 1831) - Hérisson d'Afrique du Sud, Hérisson d’Afrique australe, Hérisson du Cap ou encore Hérisson sud-africain
- Atelerix sclateri (Anderson, 1895) - Hérisson de Somalie ou Hérisson de Sclater